# Kampl (pièce de théâtre)
Pour les articles homonymes, voir Kampl.
Kampl oder das Mädchen mit Millionen und die Nähterin (en français, Kampl ou la fille aux millions et la couturière) est une pièce de Johann Nestroy.

## Argument
Le médecin de campagne idéaliste Kampl est chargé par le baron von Felsbach de retrouver la fille cadette, qui une fois découverte se met en colère. À ce moment-là, le baron soupçonne sa femme d'adultère, l'envoie aux bains avec la fille aînée et remet le deuxième enfant à Kampl, dont la femme infidèle a cependant disparu avec la fille.
La fille aînée de Felsbach, la riche héritière Pauline, est censée épouser Ludwig selon les plans de la mère cupide Sidonia von Waschhausen, sa belle-sœur Cecilie veut la même chose pour son Gerbrand préféré, un hypocrite sans caractère, et Hippolit pour son ami Zackenburg, un coureur de jupons et intrigant décomplexé. Hippolit, Sidonia et Cecilie croient avoir trouvé une aide conforme à leurs intentions avec Kampl. Kampl avertit Felsbach des dangers auxquels la fille riche est exposée.
Gabriel, qui est timide au travail, veut aussi marier sa nièce Netti - la fille cadette recherchée de Felsbach - pour son propre bénéfice, bien qu'elle aime le baron Ludwig von Auenheim, qu'elle pense être un simple écrivain. Le fils de Gabriel, Wilhelm, qui refuse son mariage avec Pauline parce qu'il aime quelqu'un d'autre (qui est en fait Pauline), fait encore plus désespérer Gabriel. Pour Pauline, cependant, c'est la preuve du véritable amour de Wilhelm pour elle et non pour sa richesse.
Kampl résout enfin la situation compliquée en découvrant tous les secrets et en réunissant les vrais amoureux. Le baron von Felsbach reconnaît Netti comme sa fille et partage sa fortune.

## Histoire
L'intrigue est inspirée du roman-feuilleton L’Orgueil, La Duchesse d'Eugène Sue de 1848. Ce roman fait partie du cycle Les Sept Péchés capitaux, cette partie paraît sur 60 épisodes, dans le magazine parisien Le Constitutionnel du 8 novembre 1847 au 18 février 1848. Nestroy y trouve une inspiration pour faire revenir le personnage de Netti.
Le marquis de Maillefort, un noble bossu de l'ancien régime, plein d'esprit, satirique, dur envers ses ennemis, mais aussi gentil avec ceux qu'il respecte, est transformé par Nestroy en Kampl, médecin intelligent et serviable, Hermione, appelée "La Duchesse", professeur de piano, le pauvre enfant de l'amour est Netti, la duchesse Senneterre, imaginée pour son titre, correspond à Sidonia. Son homologue, la douce, naïve et bienveillante Ernestine Beaumesnil devient Pauline.
À l'origine, Nestroy voulait appeler sa pièce de théâtre Zwei Töchter, zwei Bälle (Deux filles, deux bals) et pour le personnage principal Kampl, il avait initialement prévu Schröpf ou Schartig (des noms liés à la profession), et enfin Humanus. Ces idées de titre et de dénomination pointent vers le plan original de l'auteur d'écrire à nouveau une œuvre avec une symétrie contrastée, comme Zu ebener Erde und erster Stock ou Das Haus der Temperamente.
La tâche difficile de traduire l'intrigue complexe du roman-feuilleton en une pièce de théâtre est résolue par Nestroy comme une refonte complète et indépendante en mettant l'accent sur le contraste social des deux filles. En particulier, le prologue décrit dans le roman est repensé, pas seulement adapté. Contrairement à Sue romantique et social, le satiriste Nestroy souligne clairement l'immuabilité des personnages humains en bien et en mal.
Dans la première, Nestroy joue Kampl, Wenzel Scholz Gabriel Brunner, Alois Grois son frère Bernhard, Emma Zöllner Netti.

## Source de la traduction
- (de) Cet article est partiellement ou en totalité issu de l’article de Wikipédia en allemand intitulé « Kampl » (voir la liste des auteurs).